# Idris zonatus
Idris zonatus är en stekelart som först beskrevs av Jean-Jacques Kieffer 1910.  Idris zonatus ingår i släktet Idris och familjen Scelionidae. Inga underarter finns listade i Catalogue of Life.